# Нападение над Далори
Нападението в Далори е извършено в Нигерия, щата Борно, село Далори (на 4 километра от Майдугури) на 30 януари 2016 г.
При нападението загиват 86 души, има поне още 62 ранени. Извършителите са бойци от „Боко Харам“ – африканска организация на ИДИЛ, които нападат лагери на хора, избягали от зоните на групировката. Атаката е замислена като отмъщение срещу Гражданската съвместна работна група – въоръжена организация в Майдугури за самозащита срещу „Боко Харам“.
В хода на нападението терористи в 2 коли и на мотоциклети влизат в Далори и започват да стрелят по местните жители и да хвърлят запалителни бомби по колибите. Според оценка вероятно над 100 бойци са участвали в нападението. То трае около 4 часа и според непотвърдена информация има изгорени живи деца.
Армията на Нигерия не успява веднага да отрази нападението. След като пристигат подкрепления, нападателите от „Боко Харам“ отстъпват. Срещу бягащите селяни са образувани гонки от бандитите, като 3 жени-самоубийци се взривяват се сред хора, избягали в близкото село Гамори.
Точният брой на жертвите и пострадаите не е известен, но има потвърждение, че поне 86 души са убити. Други 62 са приети на лечение на рани в Щатската специализирана болница в Майдугури. Големи части от Далори са изцяло унищожени в хода на нападението.